# Провінціальний парк Аконкагуа
Провінціальний парк Аконкагуа (ісп. Parque provincial Aconcagua) — природоохоронна територія в Аргентині, розташована у провінції Мендоса, на заході країни.
Парк створений у 1983 році з метою збереження природних і культурних цінностей району. 
Провінційний парк Аконкагуа — один з найвідоміших парків країни. До його складу входить одна з найвищих гір у світі — Аконкагуа. Висота цієї гори складає 6962 метрів. З усього світу сюди з'їжджаються любителі трекінгу та альпінізму, а також гірськолижного спорту. В околицях Аконкагуа розташовано безліч чудових гірськолижних трас. Для любителів піших гірських прогулянок у парку прокладені стежки за різними маршрутами з провідниками. І для тих, і для інших, на висоті 4 300 метрів є табір «Пласа де Муласен», з ресторанами, і, найвищою в світі за розташуванням, галереєю образотворчих мистецтва. У парку розташований «Міст Інків» — природне геологічне утворення через річку Мендоса, складене з величезних валунів золотистого кольору. 
Походження назви Аконкагуа досі остаточно невідоме. Основними гіпотезами є те, що вона походить від мапудунгунського слова Aconca-Hue або з мови кечуа Ackon Cahuak «Кам'яний Страж» або «Білий Страж».